# John Lennon Silva Santos
John Lennon Silva Santos, genannt John Lennon oder Lennon, (* 29. Dezember 1991 in Araguaína) ist ein brasilianischer Fußballspieler. Der Rechtsfüßer wird als linker oder rechter Verteidiger eingesetzt.

## Karriere
John Lennon startete seine Laufbahn beim Vila Nova FC aus Goiânia. Bei Vila Nova bestritt er am 17. April 2011 in der Staatsmeisterschaft von Goiás sein erstes Profi Pflichtspiel. Im Heimspiel gegen den Goianésia EC wurde er in der 46. Minute für Luizinho eingewechselt. In dem Wettbewerb gelang ihm auch sein erstes Tor. Im Heimspiel gegen den AA Anapolina stand er in der Startelf und traf in der 14. Minute zum 1:0 (Endstand 1:1). Insgesamt trat Lennon in dem Wettbewerb 14 Mal an. Das erste Spiel in der nationalen Meisterschaft der Série B bestritt Lennon am 26. Juni 2011. Mit dem Klub trat er auswärts gegen den AS Arapiraquense an. Lennon stand in der Startelf und wurde in der 55. Minute mit einer roten Karte vom Platz gestellt. In der Saison trat er für Vila Nova in dem Wettbewerb noch weitere 13 Mal an, wobei er mal er in der Startelf stand und mal von der Bank kam. Ein Tor erzielte er hierbei nicht.
Nachdem Lennon in der Saison 2012 zunächst wieder in der Staatsmeisterschaft für Vila Nova antrat, wechselte er danach zum Botafogo FR nach Rio de Janeiro. Der Kontrakt erhielt eine Laufzeit über vier Jahre. Am 16. Juni 2016 trat er mit Botafogo das erste Mal in der obersten brasilianischen Liga, der Série A, an. Gegen Internacional Porto Alegre stand Lennon im Auswärtsspiel der Startelf. In der Saison schlossen sich sieben weitere Einsätze in dem Wettbewerb an. Auch sein erstes Spiel auf internationaler Klubebene bestritt Lennon mit Botafogo. Im Auswärtsspiel gegen Palmeiras São Paulo in der Copa Sudamericana 2012 wurde er in der 81 Minute für Lucas Marques eingewechselt. Bereits im Folgejahr wurde Lennon an den Atlético Goianiense ausgeliehen. In 44 Spielen in verschiedenen Wettbewerben erzielte er 2013 für den Klub drei Tore.
Zum Abschluss des Leihgeschäftes 2013 kehrte Lennon zu Botafogo zurück. Nachdem er hier zu keinen Einsätzen gekommen war, wechselte er zum Ende seines Vertrages Anfang 2016 zu Grêmio Esportivo Glória nach Vacaria. Mit diesem trat er in zwölf Spielen in der Staatsmeisterschaft von Rio Grande do Sul an. Im Anschluss an den Wettbewerb wurde Lennon vom CS Sergipe verpflichtet, für den er in der Série D auflief.
Auch zum Start der Saison 2017 wechselte Lennon erneut den Klub. Zunächst trat EC Cruzeiro aus Cachoeirinha in Rio Grande do Sul an, Mit dem Klub trat er in 13 Spielen in der Staatsmeisterschaft von Rio Grande do Sul an.
Im Anschluss wurde Lennon vom Namensvetter dem Cruzeiro EC für zwei Jahre unter Vertrag genommen. Der Vertrag enthielt eine Option zur Vertragsverlängerung um weitere zwei Jahre. Mit dem Klub errang er mit dem Copa do Brasil 2017 den ersten Titelerfolg seiner Karriere. Zum Start in die Saison 2018 verließ John Lennon wieder. Er wechselte zum CS Alagoano.
Im August 2018 wechselte John Lennon zum EC Pelotas. Bei dem Klub erhielt er einen Vertrag bis Ende 2019. 2018 lief Lennon noch in neun Spielen (ein Tor) der Copa FGF für Pelotas auf. Zur Austragung der Staatsmeisterschaft von Rio Grande do Sul 2019 verblieb er noch bei Pelotas. In dem Wettbewerb bestritt er neun Spiele (kein Tor). Zur Austragung der nationalen Meisterschaft wechselte John Lennon zum EC Juventude, mit welchem er in der Série C antrat. Noch im Zuge der laufenden Saison verließ mit 22 Einsätzen (17 in der Série C, ein Tor und fünf Copa do Brasil 2019, kein Tor) Juventude wieder. Er ging eine zum Operário Ferroviário EC, um für diesen noch in acht Spielen in der Série B aufzulaufen.
Anfang August gab Vila Nova die Rückkehr von John Lennon bekannt. Ende Januar 2021 konnte er mit dem Klub die Meisterschaft in der Série C 2020 gewinnen. Dieses berechtigte den Klub zur Teilnahme an der Série B 2021. Bereits vorher verließ John Lennon den Klud und unterzeichnete im März 2021 bei SER Caxias do Sul. Bereits im Juli wechselte er erneut. Er ging zum Ypiranga FC (Erechim). Für den Klub lief er noch in einem Spiel in der Série C 2021 auf und blieb diesem bis zum Ende der Série C 2022 im August des Jahres.
Im Dezember 2022 gab der Athletic Club (MG) aus São João del-Rei die Verpflichtung des Spielers bis November 2023 bekannt. Bereits Anfang Januar 2023 wurde John Lennon wieder abgegeben. Er wechselte zum EC São Luiz. Hier trat er von Januar bis März in sechs Spielen an, fünf in der Staatsmeisterschaft und einem im Copa do Brasil 2023. In der Folge war er weiterhin für unterklassige Klubs aktiv.

## Erfolge
Cruzeiro
- Copa do Brasil: 2017

Vila Nova
- Série C: 2020